# Mecistocephalus kraussi
Mecistocephalus kraussi är en mångfotingart som beskrevs av Chamberlin 1953. Mecistocephalus kraussi ingår i släktet Mecistocephalus och familjen storhuvudjordkrypare. Inga underarter finns listade i Catalogue of Life.